# Рублевский, Владимир Степанович
Владимир Степанович Рублевский (1925-1944) — старший сержант Рабоче-крестьянской Красной Армии, участник Великой Отечественной войны, Герой Советского Союза (1945).

## Биография
Владимир Рублевский родился в 1925 году на станции Топки (ныне — город в Кемеровской области). После окончания шести классов школы и Барнаульского железнодорожного училища проживал в Рубцовске. работал помощником машиниста. В январе 1943 года Рублевский был призван на службу в Рабоче-крестьянскую Красную Армию. С апреля того же года — на фронтах Великой Отечественной войны.
К июню 1944 года гвардии старший сержант Владимир Рублевский командовал пулемётным расчётом 201-го гвардейского стрелкового полка 67-й гвардейской стрелковой дивизии 6-й гвардейской армии 1-го Прибалтийского фронта. Отличился во время освобождения Витебской области Белорусской ССР. 24 июня 1944 года расчёт Рублевского в составе штурмового отряда в числе первых переправился через Западную Двину в районе деревни Узречье Бешенковичского района и принял активное участие в боях за захват и удержание плацдарма на её западном берегу. 3 июля 1944 года Рублевский погиб в бою. Похоронен в братской могиле в посёлке Ветрино Полоцкого района Витебской области Белоруссии.
Указом Президиума Верховного Совета СССР от 24 марта 1945 года гвардии старший сержант Владимир Рублевский посмертно был удостоен высокого звания Героя Советского Союза. Также посмертно был награждён орденом Ленина.
В честь Рублевского названа улица и установлен бюст в Рубцовске, установлен обелиск в Ветрино.